# 高崎佳代
高崎 佳代（たかさき かよ、1967年1月26日 - ）は、大阪府出身の女優。
身長157 cm、体重68 kg。希楽星所属。

## 略歴
最終学歴は大阪芸術大学芸術学部芸術計画学科卒業、舞台芸術学院演劇科卒業。
特技は大阪弁、茨城弁、愛玩動物飼養管理士2級およびピアノ。

## 出演

### 映画
- 寅蔵と会った日（2005年）[2]
- 美しすぎる議員（2019年）

### テレビドラマ
- 土曜ワイド劇場「女変装捜査官 #1 女変装捜査官・芸者、ナース、仮面舞踏会の貴婦人、保険調査員…決死の七変化潜入捜査 白い巨大病院に渦巻く黒い殺意! 」（2004年7月31日、テレビ朝日）[3]
- 土曜ワイド劇場「私は代行屋! 晴子の事件推理 #1 バージンロードを奪った殺人犯! 謎の遺留品が語る母娘の愛憎!!少女が苦悩する27年前の殺人事件に驚愕の真実!」（2013年8月18日、テレビ朝日）
- ハロー張りネズミ 第8話（2017年9月1日、TBS）-　看護学校の現寮母
- だが、情熱はある 第8話（2023年5月28日、日本テレビ） - 食堂の女性客

### イベント
- 2008年7月20日 - 『BODY TALK SPECIAL』 「1. 高崎佳代 with ケンの家」[4]